# Walter de Navazio
Walter de Navazio  (Bell Ville, Córdoba, 18 de septiembre de 1887 - Buenos Aires, 23 de mayo de 1921) fue un pintor paisajista argentino.

## Biografía

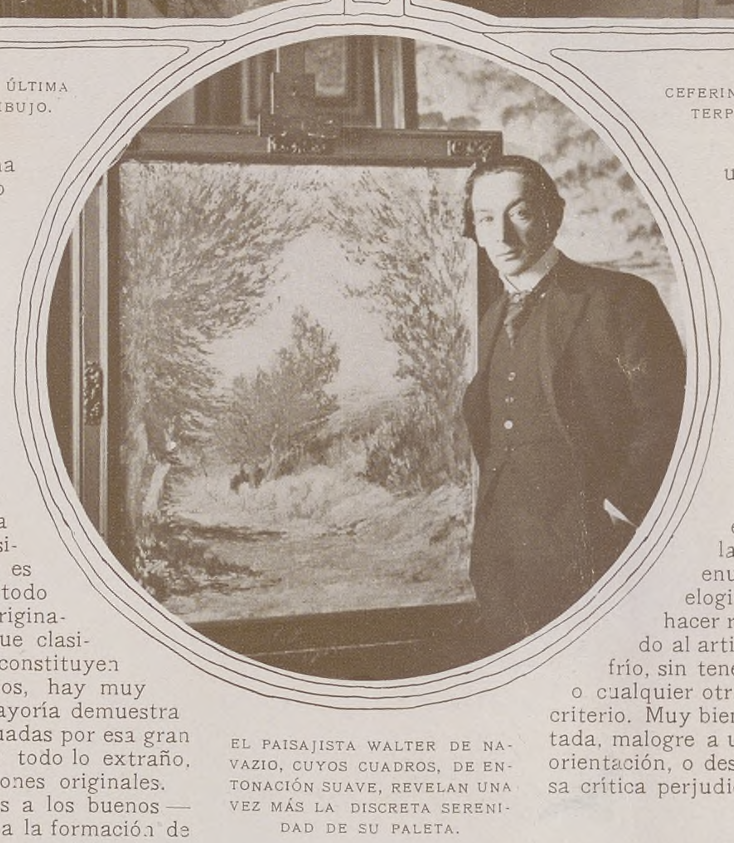
Walter de Navazio

Viaja desde la provincia de Córdoba a Buenos Aires para estudiar dibujo en la Academia de Bellas Artes. Continúa sus estudios en el taller del pintor italiano José Quaranta y, luego,  junto a Thibon de Libian, Ramón Silva y Carlos Giambiagi, se acerca al pintor Martín Malharro, que será su maestro y una influencia fundamental en su carrera.
En 1909, viaja a Europa para completar su formación y, en 1910, forma parte de la Exposición Internacional de Arte del Centenario presentando el óleo Tarde gris. 
En 1911, participa por primera vez en el Salón Nacional. Dos años después, en 1913, gana el Premio Adquisición por Fresco vespertino y, en 1919, el segundo premio con su obra Tarde en San Alberto. En forma continua realiza exposiciones grupales e individuales, llevando adelante su carrera con grandes dificultades debido a su extrema pobreza. 
Muere a los 33 años en 1921, afectado de tuberculosis.

## Obra
De Navazio fue un pintor dedicado a los paisajes, realizados en un estilo lumninista (o impresionista y postimpresionista), a la manera de su maestro Martín Malharro. Su obra sostiene las ideas de un arte nacional y no permanece en una mera reproducción descriptiva de la naturaleza sino que logra una visión poética e intimista.

## Galería de imágenes
|                     |
| Nubes en la sierra. |

|           |
| Día gris. |

|                                 |
| Tarde en San Alberto (Córdoba). |